# Janus Djurhuus

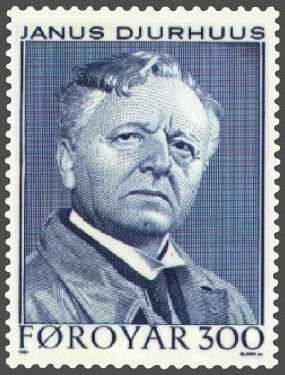
Janus Djurhuus, Nationaldichter der Färöer

Janus Djurhuus (eigentlich Jens Hendrik Oliver Djurhuus; * 26. Februar 1881 in Tórshavn, Färöer; † 31. August 1948 ebenda), ausgebildeter Jurist, war der erste färöische Dichter, der moderne und lyrische Gedichte schrieb.

## Leben und Werk
Djurhuus wurde 1881 geboren. Seine Eltern sind Óla Jákup Djurhuus (1832–1909) und Else Marie (geborene Poulsen aus Hósvík, 1847–1897). Sein jüngerer Bruder Hans Andreas kam etwa zweieinhalb Jahre später zur Welt und war ebenso ein bedeutender Dichter auf den Färöern – wenn auch ganz verschieden (siehe dort). Beide waren die Urenkel des färöischen Dichter-Pioniers Jens Christian Djurhuus (1773–1853).
Janus Djurhuus empfing seine linguistische Taufe, wie er es zu nennen pflegte, in der Realschule, als er das Gedicht Nú er tann stundin komin til handa („Nun ist die Stunde zum Handeln gekommen“) von Jóannes Patursson hörte, wie es ein Mitschüler (der später bekannte Landdekan, Dichter und Bibelübersetzer Jákup Dahl) vortrug. Dieses Gedicht war seinerzeit die Schlachthymne des Weihnachtstreffens 1888.
Als Student der Altphilologie wurde Janus Djurhuus mit der altgriechischen und lateinischen Literatur vertraut, die seine eigene Dichtung durchdrang. Linguistisch ist er hingegen fest in der altnordischen Literatur und der traditionellen Balladendichtung verwurzelt.

„Heimferð Nólsoyar Pálls“ – Djurhuus’ poetische Hommage an den Nationalhelden der Färöer. Briefmarke von 2004

Janus Djurhuus war ein romantischer Poet. Durch ihn hören wir das Echo einiger der größten europäischen Dichter, deren Werke er kongenial ins Färöische übersetzt hat.
Viele seiner Gedichte sind von heroischer Macht und enormen Naturerzählungen geprägt. In anderen Gedichten ist er gleichwohl besorgt und enttäuscht über seine Landsleute und die Heimat, die er geißelt, aber damit nie fertig zu sein scheint.
Janus’ Debüt war 1901, und 1914 veröffentlichte er seine erste Gedichtsammlung Yrkingar, die erste ihrer Art auf den Färöern. Vier weitere solcher Kollektionen sollten folgen.
Eine seiner herausragendsten Arbeiten war die Übersetzung von Homers Ilias ins Färöische.
Der Historiker John F. West berichtet in seinem Standardwerk Faroe. The Emergence of a Nation von folgender Anekdote:
Man erzählt, dass Janus eines Tages, als ein griechischer Dampfer in Tórshavn ankam, an Bord ging und den Schiffsjungen nach dem Kapitän schickte. Als jener an Deck kam, fing Janus mit seinem Vortrag der Odyssee an – auswendig und in Altgriechisch. Der Kapitän, selber klassisch gebildet, stutzte einen Moment lang... und stimmte ein.
Die Dichtung und Übersetzungstätigkeit des Janus Djurhuus haben die färöische Literatur nachhaltig geprägt. Er ist ein bedeutender Klassiker, und ein Großteil dessen, was seitdem auf Färöisch geschrieben wurde, kann auf sein Vorbild zurückgeführt werden.
Die Postverwaltung der Färöer ehrte Janus Djurhuus am 20. September 2004 mit einem Briefmarkenblock, der zehn seiner nationalromantischen Gedichte thematisiert. Dieser Block gewann die Publikumswahl zur schönsten färöischen Briefmarkenausgabe des Jahres 2004.